# Megachile orbiculata
Megachile orbiculata är en biart som beskrevs av Mitchell 1930. Megachile orbiculata ingår i släktet tapetserarbin, och familjen buksamlarbin. Inga underarter finns listade i Catalogue of Life.